# 天神社 (大和高田市)

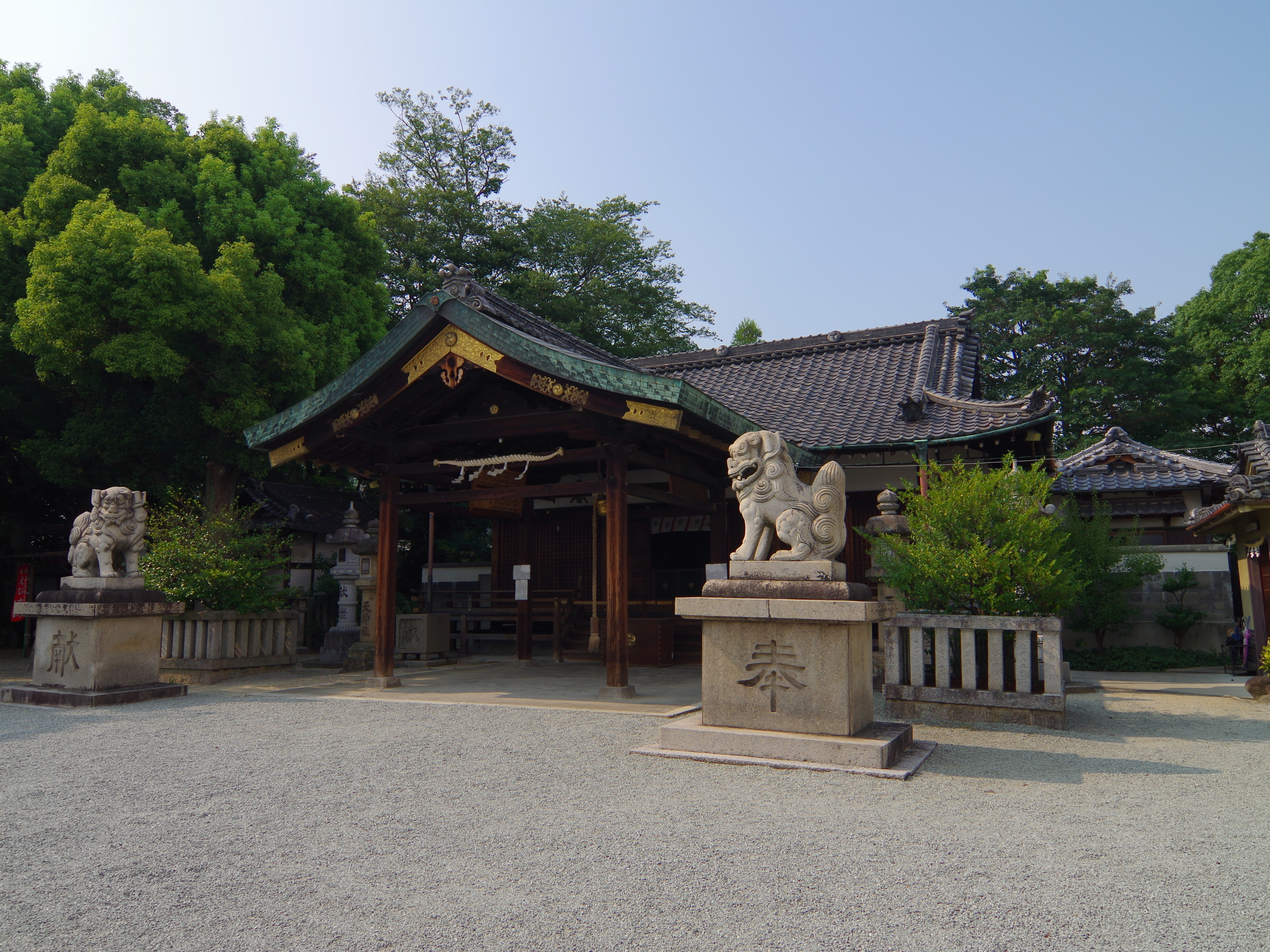

天神社（てんじんしゃ）は、奈良県大和高田市三和町にある神社。高田天神社とも呼ばれる。天神宮と称していたが、明治期に天神社に政府によって改称させられたと神社側は主張している（西大鳥居前縁起説明石碑より）。
1891年（明治24年）の『神社明細帳』の記述には「略縁起ニ依レバ人皇十代崇神天皇ノ御宇ニ鎮座」とあるが、これを裏付ける資料は発見されていない。現存する本殿の最古の棟札は當麻宗正らによって1222年（貞応元年）のものであり、それ以前に鎮座されたものと推定される。江戸時代に書かれた『大和志』でも「高田天神祠　高田村有簡六片皆上梁文也、一ハ貞応元年七月」の記述があり、これを裏付けている。
主祭神は、高皇産霊神、神皇産霊神、津速産霊神。高皇産霊神は大和高田市の名前の由来ともなっている。
明治末期に大和高田市本郷町の唯心院にあった戎子（八重事代主命）を合杞している。
2022年5月には、造営800年記念事業奉告祭が挙行された。

## 境内社
天神社の境内社は以下の通り。
- 天神社 - 本社
- 恵比須社 - えびすを祀る。
- 當麻社 - 高田城城主であった当麻参河守藤原為政を郷土の守り神として祀る。當麻氏一門は用明天皇皇別平田党の主要大和武士であり、春日大社若宮おん祭りの時、平田党は競馬の右方を務め、右方が競馬に勝つと納曽利の雅楽舞が演奏された （左方は蘭陵王）。
- 弁天社 - 市杵島姫命を祀る。
- 稲荷社 - 倉稲魂命、猿田彦神、大宮比売神を祀る。
- 明神社 - 天照皇大神を祀る。伊勢神宮より分霊。
- 天満宮 - 菅原道真を祀る。

## 催し物・祭り
- 天神社初えびす（1月10日）[4]
- おんだ祭り（4月17日）[4]
- 天神社夏祭り（7月21日）[4]
- 天神社秋祭り - 「高田」「本町壱」「大和」の3台の地車（だんじり）曳行（10月の体育の日を含む日曜日と月曜日）[4]
- 天神社お渡り - 数百年間続いている、時代装束にて天神社から長谷本寺まで神輿のお渡り（10月）

## アクセス
JR高田駅より徒歩1分。